# 玉清公主

玉清公主（?—?），唐朝公主，是中国唐朝第八代皇帝唐代宗李豫的女儿。她的生母不详，史书仅仅记载了她的封号玉清公主，玉清公主没到适婚年龄，就已经去世。
玉清公主的封号系追封。张谓有《玉清公主挽歌》：学凤年犹小，乘龙日尚赊。初封千户邑，忽驾五云车。地接金人岸，山通玉女家。秋风何太早，吹落禁园花。